# Sanuki udon
El sanuki udon (讃岐 うどん) és un plat típic de la Prefectura de Kagawa (Japó). Es compon de fideus gruixuts japonesos, anomenats udon, que van dins d'una sopa, tradicionalment composta de tonyina i kelp (un tipus d'alga) lleugerament assaonada. La varietat d'udon utilitzada, també anomenada  sanuki , és especialment contundent i combina una textura suau amb una fermesa  al dente , resultat de la combinació d'ingredients i tècniques locals característiques.
Per ocasions especials, com funeral tot en el dia d'Any Nou.
La tradició afirma que el sanuki udon va ser portat de la Xina en el segle ix pel monjo Kukai. Des 2003, la popularitat d'aquest plat ha crescut extraordinàriament, de manera que persones de tot Japó visiten la zona només per provar-lo.